# Area archeologica di Monte Torto
L'area archeologica di Monte Torto, situata in località Casenuove di Osimo (AN), rappresenta uno degli esempi meglio preservati di impianto produttivo di età romana del centro Italia. È stata inaugurata il 26 settembre 2016.

## Storia
Scavi effettuati tra il 1982 e il 1995 hanno portato alla luce un impianto produttivo di età romana del Piceno, sorto probabilmente in seguito alla deduzione di una colonia di cittadini romani ad Osimo e alla seguente parcellizzazione del territorio in lotti di terreni da assegnare ai nuovi arrivati. La struttura, probabilmente parte di una villa rustica, sorgeva in un'area favorevole: terreno fertile quindi adatto alla coltivazione, sorgenti d'acqua che facilitavano l'irrigazione e l'abbeveraggio del bestiame, al riparo dai venti freddi in quanto era stata edificata a mezza costa del pendio del fiume Musone rivolto a mezzogiorno e vicino ad un'importante via di comunicazione. Tutto ciò spiega come l'impianto sia stato frequentato assiduamente per un lungo periodo, che va dal I secolo a.C. fino al IV-V.

## Descrizione
Il complesso produttivo si articola in una serie di spazi, tra cui gli ambienti con i frantoi vinari e oleari e le celle per la conservazione dei prodotti. 
Il frantoio per il vino è quello meglio conservato: al centro di un vano pavimentato con mattoncini disposti a spina di pesce si trova l'area di spremitura, formata da una struttura circolare munita di canalette che permettevano il deflusso del liquido dentro due pozzetti vicini. 
Il frantoio per l'olio, in cattivo stato di conservazione, presenta tre interessanti vasche contigue, che servivano per poter effettuare tre torchiature in successione, separando l'olio di prima spremitura (olio extra vergine di oliva) da quello di seconda e terza spremitura, che invece veniva unito ad acqua di vegetazione. 
Tra i reperti ritrovati durante lo scavo, oggi conservati presso il Museo Archeologico della città, la maggior quantità è rappresentata dalla ceramica, sia da mensa che da fuoco, e dalle lucerne; non mancano però oggetti metallici (come chiodi, aghi, chiavi) e strumenti da lavoro tipo asce, falcetti e accette.